# Dècada del 1250

## Esdeveniments
- S'autoritza la tortura per part dels inquisidors per combatre l'heretgia
- Cristianisme: neix l'orde de les clarisses
- Expansió de l'Imperi Mongol
- 1254 - Tractat entre Portugal i Castella per delimitar les terres de cadascú
- 1258 - Carta Consular (Carta consulatius riparie Barchinone), precursora del Consolat de Mar
- L'erupció d'un gran volcà a Sud-amèrica afecta l'agricultura europea
- Caiguda de la fortalesa d'Alamut, de la secta dels assassins
- S'aïlla l'arsènic per primer cop
- Sorgeix el purgatori com a dogma de fe
- Apogeu de la cultura ioruba

## Personatges destacats
- Jaume I
- Tomàs d'Aquino
- Sant Albert Magne